# Самойлов, Анатолий Васильевич
Самойлов, Анатолий Васильевич (15 (27) июля 1883, Санкт-Петербург — 1 июня 1953, Москва) — русский и советский архитектор, ученый и педагог, один из активных участников и инициаторов разработки важнейших тем советской архитектуры, таких, как планировка и комплексная застройка рабочих поселков, стандартизация и типизация жилищного строительства и рационализация и эстетика промышленного строительства. Профессор, доктор архитектуры, член-корреспондент Академии архитектуры СССР.

## Биография
Анатолий Васильевич Самойлов родился 15 (27) июля 1883 года в Санкт-Петербурге. В 1900 году окончил петербургский кадетский корпус. Начал работать как архитектор-проектировщик в 1902 году, студентом второго курса Института гражданских инженеров. Учился у Г. Д. Гримма и А. И. Дмитриева. Ко времени окончания института в 1914 году (занятия были прерваны в 1905 г. на несколько лет) он получил около двадцати премий на архитектурных конкурсах. Некоторые проекты, например клуб в Ростове-на-Дону (первая премия, 1903 г.) и летний театр в Ташкенте (первая премия, 1909 г.), — были осуществлены. В годы первой мировой войны А. В. Самойлов, мобилизованный после окончания института на военный завод, проектировал и строил промышленные предприятия в Петербурге и Изюме.
После Октябрьской революции, в 1918 году, начинает работать по реконструкции восстанавливаемых в стране промышленных сооружений и проектированию и строительству новых рабочих жилищ и поселков. Так, в 1918-1919 годах был архитектором Завода № 8, основанного как Орудийный завод в подмосковных Подлипках, ныне в черте города Королёв. В 1920 году он получает первую премию на Закрытом конкурсе КОМГОСООРа за проект рабочего поселка АМО в Филях. В период 1919—1925 годов проектирует и строит гражданские сооружения Волго-Донского канала, типовые жилые дома рабочих Октябрьской железной дороги, рабочий поселок в Малой Вишере, водонапорную башню в Кашире, осуществляет крупные работы по реконструкции Пермского завода в Мотовилихе и заводов в Саратове и Брянске.
С 1923 года активно участвует в создании государственных проектных организаций промышленного проектирования, добивается включения курса промышленной архитектуры в учебные планы архитектурных и строительных институтов. В конце 20-х и в начале 30-х годов строит ряд крупных промышленных и инженерных сооружений (среди которых следует отметить городскую электростанцию в Орле и новые крупные цехи Коломенского завода со сборными железобетонными конструкциями), а с 1935 года и до начала Отечественной войны возглавляет архитектурную мастерскую Наркомата легкой и текстильной промышленности, где проектирует и руководит проектированием текстильных комбинатов с жилыми поселками для Тбилиси, Ташкента, Барнаула, Вологды, Кексгольма и других городов СССР.
А. В. Самойлов отдал много творческих сил разработке методологии типового проектирования. Уже с 1924 года он одним из первых среди архитекторов СССР начал нести углубленную работу по типизации и стандартизации жилищного строительства. Работая в период с 1924 по 1932 год в бюро нормирования Госплана СССР, в Институте норм и стандартов ВСНХ и в других научно-исследовательских и планирующих организациях, он последовательно проводил идею стандартизации элементов на основе предварительной унификации общих схем и габаритов сооружений. Выполненные им или под его руководством каталоги строительных изделий и типовые проекты малоэтажных жилых домов для массового строительства, изданные Госпланом СССР в виде альбомов и ГОСТов, были широко использованы в жилищном строительстве 30-х и 40-х годов.
Сам он активно работал над проектированием и строительством рабочих районов Баку и поселков Азнефти в пригородах. В частности это построенный в 1925—1928 годах новый жилой район Баку — поселок имени Шаумяна (бывш. Арменикенд), одноэтажные коттеджи в бакинском поселке имени Степана Разина (1925—1927). Помимо этого, проектировал многоквартирные дома жилищного кооператива «Научные работники» в Москве, на улицах Дмитриевского и Сивцев Вражек (1928—1930). Значительный интерес представляют такие его работы, как здание Института курортологии, построенное в Москве на проспекте Калинина к 1929—1933 годах и здание санатория «Наука» в Сочи (1935—1951 гг. ныне гостиница «Интурист»).
В годы Великой Отечественной войны А. В. Самойлов работал в НИИ архитектуры общественных зданий Академии архитектуры СССР над проектированием сооружений, связанных с военной тематикой, — домов инвалидов Отечественной войны и Суворовских училищ, а также над составлением основных положений по их проектированию. В этих работах он развивает идею сочетания утилитарных и мемориальных задач, стремится создать в проектируемых зданиях определённую мажорную атмосферу, считая это важным средством психотерапии и воспитания.
Член Союза архитекторов СССР с 1934 года. Член правления Союза советских архитекторов, член правления Архитектурного фонда.
А. В. Самойлов жил в Москве в построенном по его проекту доме жилищного кооператива «Научные работники» (улица Чаплыгина, 1/12). Скончался в Москве 1 июня 1953 года, похоронен на Введенском кладбище (5 уч.).

## Научная и педагогическая деятельность
Среди ряда научно-исследовательских работ, выполненных А. В. Самойловым в Академии архитектуры СССР (с 1947 года в качестве её члена-корреспондента) значительный интерес представляют его разделы большого научного труда «Основные положения по проектированию советских здравниц». Важной отраслью его научной деятельности явились также многочисленные заключения и экспертизы, которые он выполнил в качестве члена научно-технических, ученых и экспертных советов и конкурсных жюри.
С 1920-х годов преподавал в Московской горной академии, читал курс «Промышленное зодчество». Преподавал в строительном техникуме в Куйбышеве, Электротехническом институте имени В. И. Ульянова (Ленина) в Ленинграде (1921—1927), Московском инженерно-строительном институте (1927—1953), Московском архитектурном институте (1930—1937). В 1933 году получил учёное звание профессора. Доктор архитектуры с 1947 года.

## Избранные труды
- Самойлов А. В. О планировке и строительстве промышленных предприятий. // «Вопросы современного жилищного и промышленного строительства», М., изд-во «Плановое хозяйство», 1926.
- Самойлов А. В. Санатории и дома отдыха / А. В. Самойлов, д-р архитектуры проф. чл.-кор. Акад. архитектуры СССР. — Москва : Изд-во и тип. Изд-ва Акад. архитектуры СССР, 1948.
- Санатории и дома отдыха. Пособие по проектированию, М., Госстройиздат, 1962.